# Taglan
Taglan nebo Tagiloni (abchazsky Ҭагьлан nebo Ҭаӷьлан nebo Ҭагилони, gruzínsky თაგილონი – Tagiloni) je vesnice v Abcházii v okrese Gali. Leží přibližně 12 km jihovýchodně od okresního města Gali. Na západě a severozápadě sousedí se Sidou, na severovýchodě s Čuburchindží, na severovýchodě s Taglanem, na východě a jihu se nachází hranice s Gruzií přes řeku Inguri, za níž se nachází Šamgona z kraje Samegrelo – Horní Svanetie, a na jihozápadě s Nabakií. V minulosti přes vesnici vedla železniční trať spojující Abcházii s Gruzií.
Oficiálním názvem obce je Vesnický okrsek Taglan (rusky Тагланская сельская администрация, abchazsky Ҭагьлан ақыҭа ахадара). Za časů Sovětského svazu se okrsek jmenoval Tagilonský selsovět (Тагилонский сельсовет).

## Části obce
Součástí Taglanu jsou následující části:
- Taglan / Tagiloni (Ҭагьлан / Ҭаӷьлан / Ҭагилони)
- Laštra / Salchino (Лашҭра / Салхино) – gruz. Salchino (სალხინო)

## Historie
Název Taglan resp. Tagiloni pochází z megrelštiny a váže se k tomu starý příběh, kdy se stalo v této obci neštěstí. Jeden muž šel směrem ke svému domu a zkolaboval, přitom se ze silnice zřítil do řeky Inguri. Ostatní vesničané na to řekli: „თაქ გინოლ“ (Tak ginol), což česky znamená „Tady spadl.“ Časem se z pojmu Tak ginol stal nový název vesnice.
Důkazy o osídlení území této obce pocházejí z 1. století př. n. l. a říká se jim Tagilonské poklady. Ty jsou v současnosti shromážděny v Paláci Dadiani v Zugdidi.
V minulosti byl Tagiloni součástí gruzínského historického regionu Samegrelo, od 17. století Samurzakanu. Po vzniku Sovětského svazu byla vesnice součástí Abchazské ASSR a spadala pod okres Gali. Téměř celá populace byla gruzínské národnosti.
Během války v Abcházii v letech 1992–1993 byla obec ovládána gruzínskými vládními jednotkami a po skončení bojů se obyvatelstvo ocitlo pod vládou separatistické Abcházie. Zatímco Gruzie nadále používá název Tagiloni, abchazští separatisté upřednostňují název Taglan.
Dle Moskevských dohod z roku 1994 o klidu zbraní а o rozdělení bojujících stran byl Taglan resp. Tagiloni začleněn do nárazníkové zóny, kde se o bezpečnost staraly mírové vojenské jednotky SNS v rámci mise UNOMIG. Mírové sbory Abcházii opustily poté, kdy byla v roce 2008 Ruskem uznána nezávislost Abcházie. V místě, kde bývala železniční zastávka, vznikla ruská vojenská základna a nové malé sídliště pro ruské pohraničníky, hlídající hranici s Gruzií.

## Obyvatelstvo
Dle nejnovějšího sčítání lidu z roku 2011 je počet obyvatel této obce 1430 a jejich složení následovné:
- 1423 Gruzínů (99,5 %)
- 7 příslušníků ostatních národností (0,5 %)

Před válkou v Abcházii žilo v obci i v celém Tagilonském selsovětu 1184 obyvatel. Tedy došlo k nárůstu obyvatel v porovnání se stavem před válkou.